# Pyrrosia medogensis
Pyrrosia medogensis là một loài dương xỉ trong họ Polypodiaceae. Loài này được Ching & S.K. Wu mô tả khoa học đầu tiên năm 1983.
Danh pháp khoa học của loài này chưa được làm sáng tỏ. 